# Lichtungen
Lichtungen ist eine Zeitschrift für Literatur, Kunst und Zeitkritik aus Graz. Sie erscheint seit 1979 und wurde viele Jahre von dem Grazer Autor Markus Jaroschka herausgegeben.
Ein Ziel der Zeitschrift ist es, junge Autoren zu fördern und ihnen eine Möglichkeit zur Veröffentlichung zu geben. Neben diesen neuen Namen werden aber auch international renommierte Schriftsteller publiziert.
Der Kunstteil stellt junge Künstler und Künstlerkollektive vor; diese gestalten sowohl das Cover als auch den Innenteil des Heftes. Zeitkritische Essays runden jede Ausgabe der Lichtungen ab. Seit dem Relaunch 2019 werden die Lichtungen von der Grazer Autorin Andrea Stift-Laube geleitet. Clemens J. Setz konnte als Gastschreiber für seine regelmäßig erscheinende Kolumne „Poesie an unvermuteten Stellen“ gewonnen werden und die Zeitschrift wurde sowohl inhaltlich als auch optisch modernisiert.
Besonders bekannt ist die Zeitschrift für ihre internationalen Städte- und Länderkooperationen mit dem Schwerpunkt auf Süd- und Osteuropa. Die Zeitschrift legt großen Wert darauf, Literaturszenen aus anderen Ländern (von den USA über Kuba und viele Teile Europas bis nach Belarus) im deutschsprachigen Raum zu präsentieren.
Herausgegeben werden die Lichtungen derzeit von Astrid Kury (Kuratorin für den Kunstteil) und Andrea-Stift-Laube (Chefredakteurin).